# Anna Habsburská (1549–1580)
Anna Habsburská (německy Anna von Österreich, španělsky Ana de Austria; 2. listopadu 1549, Cigales – 26. října 1580, Badajoz) byla jako dcera císaře Maxmiliána rakouskou arcivévodkyní a jako čtvrtá, poslední manželka španělského krále a vlastního strýce Filipa II. španělskou a portugalskou královnou.

## Biografie

### Původ, mládí
Narodila se jako nejstarší potomek z šestnácti dětí císaře Maxmiliána a jeho manželky Marie Španělské rok po sňatku rodičů během jejich španělského působení, když tu zastupovali Mariina otce, císaře a krále Karla V. Narodila se ve Španělsku, ale od čtyř let věku žila na vídeňském dvoře. Byla nejoblíbenějším dítětem Maxmiliánovým, který ji nechal vychovat v katolické víře, přestože sám inklinoval k luteránství.

### Manželství
Jako nejstarší dcera císařova byla Anna velmi žádoucí nevěstou pro příslušníky všech evropských katolických panovnických dynastií. Byla původně zasnoubena se svým bratrancem Karlem, synem španělského krále Filipa II. Karel však v červenci roku 1568 zemřel. O Anninu ruku usilovala i Kateřina Medicejská pro svého syna, francouzského krále Karla IX. (jeho manželkou se posléze stala Annina mladší sestra Alžběta). Záhy po smrti Karla Španělského, v říjnu téhož roku však jeho otec, král Filip potřetí ovdověl a zůstal bez mužského následníka. Se svolením papeže (Pius V., který ovšem zpočátku s tímto záměrem z důvodu blízkého příbuzenství snoubenců nesouhlasil – Filip byl bratrancem Annina otce a bratrem její matky) se s Annou oženil sám. Svatební smlouva byla uzavřena v Madridu 24. ledna roku 1570 a svatba v zastoupení se uskutečnila 4. května téhož roku v Praze na Pražském hradě; v září dorazila Anna do své nové vlasti, do přístavu Laredo, kam cestovala přes Nizozemí, doprovázena svými mladšími bratry Albrechtem a Václavem, kteří měli získat na španělském královském dvoře vzdělání a vychování. Dne 12. září pak se v Segovii slavil svatební obřad.
Půvabná plavovlasá Anna byla veselé povahy a zdědila temperament své jagellonské babičky. Záhy si získala náklonnost obou svých malých nevlastních dcer (Isabela Klára Evženie a Kateřina Michaela). Nejraději se věnovala ručním pracím a podařilo se jí poněkud zmírnit tuhý ceremoniál španělského královského dvora.
Z tohoto manželství trvajícího deset let se narodilo pět dětí, dospělosti se však dožilo pouze jediné – syn Filip, budoucí španělský král.

### Potomci
- 1. Ferdinand (4. 12. 1571 Madrid – 18. 10. 1578 tamtéž), kníže z Asturie[2][3]
- 2. Karel (12. 8. 1573 Madrid – 30. 6. 1575 tamtéž)[4][5]
- 3. Diego Felix (15. 8. 1575 Madrid – 21. 11. 1582 tamtéž), kníže z Asturie[6][7]
- 4. Filip (14. 4. 1578 Madrid– 31. 3. 1621 tamtéž), jako Filip III. král španělský, portugalský, neapolský a sicilský od roku 1598 až do své smrti[8][9]
⚭ 1599 Markéta Habsburská (25. 12. 1584 Štýrský Hradec – 3. 10. 1611 San Lorenzo de El Escorial)[10][11]
- 5. Marie (14. 2. 1580 Madrid – 5. 8. 1583 tamtéž)[12][13]

### Smrt
Roku 1580 po smrti bezdětného portugalského krále Jindřicha I. získal král Filip portugalský trůn a Anna se stala královnou Portugalska. Filip se však musel svých nároků domoci silou; při cestě do Portugalska za tímto cílem v Badajozu vážně onemocněl chřipkou. Královna Anna, několik měsíců po porodu svého posledního dítěte, odjela za ním a od manžela se nakazila; lékaři se pokusili zachránit jí život pouštěním žilou. Anna, která byla již opět těhotná a oslabená nemocí, potratila a 26. října v třiceti letech zemřela na selhání srdce. Pohřbena byla v královském klášteře sv. Anny v Badajozu; až po několika letech byly její ostatky přeneseny do královské hrobky kláštera El Escorialu, její srdce však spočívá nadále v badajozském klášteře. Král Filip nesl Anninu smrt velmi těžce (o dva roky později psal v den výročí Anniny smrti své dceři: „Budu vždy na tu noc vzpomínat, i kdybych žil tisíc let“) a již se znovu neoženil, třebaže Annu přežil o celých 18 let.

## Vývod z předků
|                 |                          |  |                         |                             |  |  |  |  |  |  |  | Maxmilián I. Habsburský |
|                 |                          |  |                         |                             |  |  |  |  |  |  |  |                         |
|                 | Filip I. Kastilský       |  |                         |                             |  |  |  |  |  |  |  |                         |
|                 |                          |  |                         |                             |  |  |  |  |  |  |  |                         |
|                 |                          |  |                         | Marie Burgundská            |  |  |  |  |  |  |  |                         |
|                 |                          |  |                         |                             |  |  |  |  |  |  |  |                         |
|                 | Ferdinand I. Habsburský  |  |                         |                             |  |  |  |  |  |  |  |                         |
|                 |                          |  |                         |                             |  |  |  |  |  |  |  |                         |
|                 |                          |  |                         | Ferdinand II. Aragonský     |  |  |  |  |  |  |  |                         |
|                 |                          |  |                         |                             |  |  |  |  |  |  |  |                         |
|                 | Jana I. Kastilská        |  |                         |                             |  |  |  |  |  |  |  |                         |
|                 |                          |  |                         |                             |  |  |  |  |  |  |  |                         |
|                 |                          |  |                         | Isabela I. Kastilská        |  |  |  |  |  |  |  |                         |
|                 |                          |  |                         |                             |  |  |  |  |  |  |  |                         |
|                 | Maxmilián II. Habsburský |  |                         |                             |  |  |  |  |  |  |  |                         |
|                 |                          |  |                         |                             |  |  |  |  |  |  |  |                         |
|                 |                          |  |                         | Kazimír IV. Jagellonský     |  |  |  |  |  |  |  |                         |
|                 |                          |  |                         |                             |  |  |  |  |  |  |  |                         |
|                 | Vladislav Jagellonský    |  |                         |                             |  |  |  |  |  |  |  |                         |
|                 |                          |  |                         |                             |  |  |  |  |  |  |  |                         |
|                 |                          |  |                         | Alžběta Habsburská          |  |  |  |  |  |  |  |                         |
|                 |                          |  |                         |                             |  |  |  |  |  |  |  |                         |
|                 | Anna Jagellonská         |  |                         |                             |  |  |  |  |  |  |  |                         |
|                 |                          |  |                         |                             |  |  |  |  |  |  |  |                         |
|                 |                          |  |                         | Gaston II. z Foix-Candale   |  |  |  |  |  |  |  |                         |
|                 |                          |  |                         |                             |  |  |  |  |  |  |  |                         |
|                 | Anna de Foix a Candale   |  |                         |                             |  |  |  |  |  |  |  |                         |
|                 |                          |  |                         |                             |  |  |  |  |  |  |  |                         |
|                 |                          |  |                         | Kateřina z Foix-Candale     |  |  |  |  |  |  |  |                         |
|                 |                          |  |                         |                             |  |  |  |  |  |  |  |                         |
| Anna Habsburská |                          |  |                         |                             |  |  |  |  |  |  |  |                         |
|                 |                          |  |                         |                             |  |  |  |  |  |  |  |                         |
|                 |                          |  | Maxmilián I. Habsburský |                             |  |  |  |  |  |  |  |                         |
|                 |                          |  |                         |                             |  |  |  |  |  |  |  |                         |
|                 | Filip I. Kastilský       |  |                         |                             |  |  |  |  |  |  |  |                         |
|                 |                          |  |                         |                             |  |  |  |  |  |  |  |                         |
|                 |                          |  |                         | Marie Burgundská            |  |  |  |  |  |  |  |                         |
|                 |                          |  |                         |                             |  |  |  |  |  |  |  |                         |
|                 | Karel V. Habsburský      |  |                         |                             |  |  |  |  |  |  |  |                         |
|                 |                          |  |                         |                             |  |  |  |  |  |  |  |                         |
|                 |                          |  |                         | Ferdinand II. Aragonský     |  |  |  |  |  |  |  |                         |
|                 |                          |  |                         |                             |  |  |  |  |  |  |  |                         |
|                 | Jana I. Kastilská        |  |                         |                             |  |  |  |  |  |  |  |                         |
|                 |                          |  |                         |                             |  |  |  |  |  |  |  |                         |
|                 |                          |  |                         | Isabela I. Kastilská        |  |  |  |  |  |  |  |                         |
|                 |                          |  |                         |                             |  |  |  |  |  |  |  |                         |
|                 | Marie Španělská          |  |                         |                             |  |  |  |  |  |  |  |                         |
|                 |                          |  |                         |                             |  |  |  |  |  |  |  |                         |
|                 |                          |  |                         | Ferdinand Portugalský       |  |  |  |  |  |  |  |                         |
|                 |                          |  |                         |                             |  |  |  |  |  |  |  |                         |
|                 | Manuel I. Portugalský    |  |                         |                             |  |  |  |  |  |  |  |                         |
|                 |                          |  |                         |                             |  |  |  |  |  |  |  |                         |
|                 |                          |  |                         | Beatrice, vévodkyně z Viseu |  |  |  |  |  |  |  |                         |
|                 |                          |  |                         |                             |  |  |  |  |  |  |  |                         |
|                 | Isabela Portugalská      |  |                         |                             |  |  |  |  |  |  |  |                         |
|                 |                          |  |                         |                             |  |  |  |  |  |  |  |                         |
|                 |                          |  |                         | Ferdinand II. Aragonský     |  |  |  |  |  |  |  |                         |
|                 |                          |  |                         |                             |  |  |  |  |  |  |  |                         |
|                 | Marie Aragonská          |  |                         |                             |  |  |  |  |  |  |  |                         |
|                 |                          |  |                         |                             |  |  |  |  |  |  |  |                         |
|                 |                          |  |                         | Isabela I. Kastilská        |  |  |  |  |  |  |  |                         |
|                 |                          |  |                         |                             |  |  |  |  |  |  |  |                         |